# Rrëshen
Rrëshen (albánsky: Rrëshen nebo Rrësheni) je středisko okresu Mirditë na severu Albánie. Žije zde 9 200 obyvatel. Město leží na souřadnicích 41°34′ s. š., 19°41′ v. d., v údolí řeky Fan i Madh, která je přítokem řeky Fan i Vogël. 

## Historie
Před druhou světovou válkou byl Rrëshen pouhá vesnice, od 50. let se však v okolí rozvíjel průmysl těžby a zpracování měděných rud a s ním zesílilo i administrativní postavení obce. Z původní malé vesnice (tak se Rrëshen zobrazuje ještě na mapách z 20. let minulého století) vzniklo jedno z mála měst v regionu Mirditë. Tento proces s sebou přinesl především výstavbu bytových domů. 
V souvislosti s rozvojem města bylo rozhodnuto o výstavbě železniční trati do Rrëshenu v 80. letech. V roce 1987 byla trať do města dokončena (úsek z města Milot), byla však vybudována nepříliš kvalitně a po roce 1991 byl provoz na ní ukončen. Když skončila éra komunismu, většina dolů byla uzavřena, což způsobilo migraci obyvatel do Tirany a do větších průmyslových měst. Perspektivu ekonomického rozvoje navíc ukončil útlum průmyslové výroby a krach státních podniků. Řada obyvatel emigrovala do zahraničí (např. do Itálie). 
V roce 1996 se město stalo sídlem nově zřízené římskokatolické diecéze. Po roce 2000 zde byla postavena římskokatolická katedrála. Administrativní reformou z roku 2015 byly k městu Rrëshen připojeny okolní vesnice. V téže době proběhla také rozsáhlá přestavba a renovace středu města, při níž bylo nově upraveno hlavní náměstí. Finanční podporu pro projekt poskytlo Německo.
Město se nechvalně proslavilo v oblasti nelegálního obchodu s konopím v Albánii.

## Občanská vybavenost a kultura

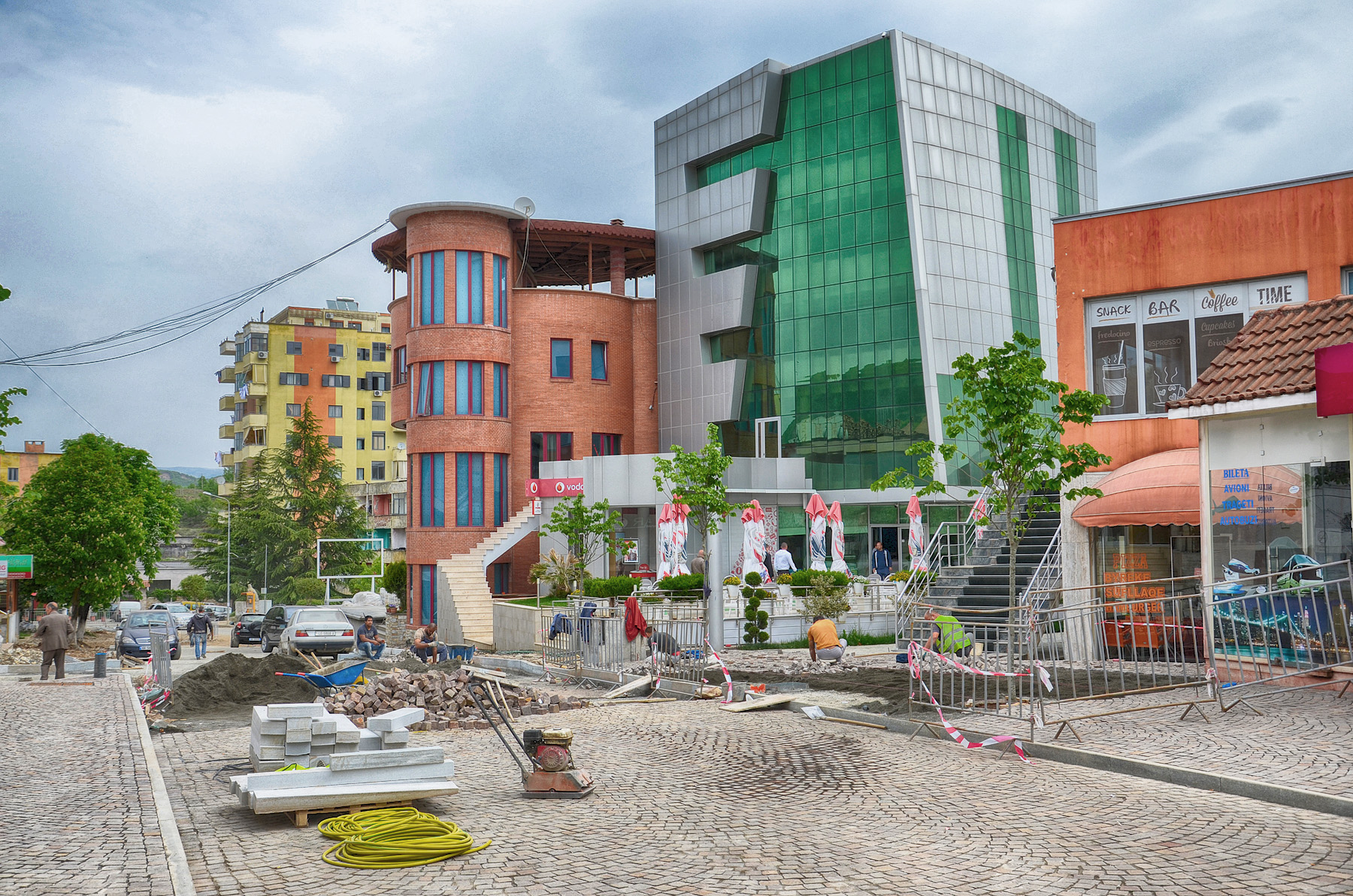
Domy ve středu města.

V Rrëshenu se nachází škola a nemocnice. Hlavnímu náměstí, pojmenovanému po Abatu Doçim, dominuje Palác kultury. Je v něm umístěno historické muzeum a veřejná knihovna. Na druhé straně náměstí se nachází radnice.
Město je sídlem římskokatolické diecéze. Hlavním chrámem je katedrála Ježíše Kirsta spasitele světa (albánsky Katedralja e Jezusi i Vetmi Shpëtimtar i Botës), dokončená roku 2002. Velká část obyvatelstva města se hlásí právě k římskokatolické církvi.[zdroj?]

## Doprava
Severně od Rrëshenu prochází dálnice A1, která jej spojuje s pobřežím Jaderského moře a většími albánskými městy, na opačnou stranu pak přes Kukës na severovýchodní hranici Albánie s Kosovem. V minulosti do města vedla také zmíněná železnice, jejíž provoz však byl po několika letech ukončen.

## Osobnosti
- Fatmir Vata (narozen 1971), fotbalista
- Eugen Bushpepa (narozen 1984), zpěvák
- Arban Perlala (narozen 1981), herec a zpěvák
- Eugent Bushpepa (narozen 1984), zpěvák
- Musine Kokalari (narozen 1917), politický aktivista a spisovatel
- Edison Ndreca (narozen 1994) fotbalista